# Zdenka Schelingová
Zdenka Schelingová (24 décembre 1916 - 31 juillet 1955) est une sœur de la Charité de la Sainte Croix tchécoslovaque victime des persécutions antichrétiennes menées par le régime soviétique en Tchécoslovaquie, elle est considérée comme martyre de la foi et vénérée comme bienheureuse par l'Église catholique.

## Biographie
Zdenka Schelingová naît à Krivá dans une famille modeste et religieuse, comptant dix enfants. C'est à l'âge de vingt ans qu'elle entre au couvent des Sœurs de la Charité de la Sainte Croix. Dans les années 1940, elle suit des études d'infirmière et après avoir obtenu son diplôme, elle travaille à l'hôpital de Bratislava. C'est avec un grand dévouement qu'elle prend soin de ses patients, des blessés et des plus nécessiteux, qui l'apprécient beaucoup,.
Après l'occupation allemande, le régime soviétique s'empare du pouvoir en Slovaquie. De nombreux prêtres et séminaristes se réfugient à l'hôpital en raison des persécutions qui s'intensifient contre le clergé. Zdenka Schelingová prend soin d'eux et les aide à s'enfuir afin d'échapper à la prison ou au goulag. Le 29 février 1952, alors qu'elle organise une nouvelle opération, elle est arrêtée par la police d'État. Elle est emprisonnée et soumise à de nombreuses tortures,,,.
Le 17 juin 1952, à l'issue de son procès, elle est condamnée à douze ans de prison pour haute-trahison. Après un an et demi de détention, on lui diagnostique un cancer du sein. Malgré son état de santé qui se dégrade, elle ne se décourage pas et reste tenace dans sa foi, malgré les pressions qu'on lui impose. Afin d'éviter à ce qu'elle meure en prison, pour éviter d'en faire une martyre, le président de la République socialiste tchécoslovaque, Antonín Zápotocký, lui accorde sa libération le 7 avril 1955. Hospitalisée à Trnava, elle y mourut peu après, le 31 juillet,,,. 
Le 6 avril 1970, le tribunal de Bratislava réhabilite Zdenka Schelingová et déclare nulle l'accusation de haute-trahison,.

## Béatification
Le 14 septembre 2003, elle est béatifiée à Bratislava par le pape Jean-Paul II, lors de son voyage apostolique en Slovaquie,.
Sa dépouille est vénérée dans l'église de la Sainte-Croix à Podunajské Biskupice.